# San Andrés-San Pablo
San Andrés-San Pablo es un barrio perteneciente al distrito Centro de la ciudad de Córdoba (España). Está situado en la zona centro del distrito. Limita al norte con el barrio de Santa Marina; al este, con los barrios de San Lorenzo y La Magdalena; al sur, con el barrio de San Pedro; y al oeste, con los barrios de El Salvador y la Compañía y San Miguel-Capuchinos.

## Monumentos y lugares de interés
- Convento de Santa Marta
- Iglesia de San Andrés
- Iglesia de San Pablo
- Palacio de los Luna
- Casa de los Villalones
- Jardines de Orive
- Sala Orive
- Fuente de la Fuenseca
- Fuente de S. Andrés ( S. XVII)
- Casa Señorial de los Angulo
- Casa Palacio de los Guzmanes (S. XVIII)
- Palacio del Duque de la Victoria, S. XVIII (centro de día para mayores)